# Рождённый сражаться
«Рождённый сражаться» (тайск. เกิดมาลุย; англ. Born to Fight) — таиландский боевик 2004 года, снятый режиссёром Панной Риттикраем. Это первая режиссёрская работа Риттикрая, получившая известность за пределами Таиланда. В 1978 году, в самом начале своей карьеры, он уже снимал низкобюджетный фильм с таким названием, однако у обоих фильмов помимо названия нет ничего общего. Фильм вышел через год после фильма «Онг Бак: Тайский воин», в котором Риттикрай работал над трюками и боевой хореографией, а в главной роли снимался его ученик Тони Джа. Режиссёр «Онг Бака», Прачия Пинкаю, принял участие в создании этого фильма как продюсер. Большинство ведущих ролей в фильме сыграли непрофессиональные актёры, Риттикрай пригласил в картину известных в Таиланде спортсменов, даже сыгравший главную роль Дэн Чупонг до этого не имел значительного актёрского опыта и был каскадёром в команде Риттикрая. Режиссёр разработал боевые сцены с участием спортсменов на основе характерных для их видов спорта движений: например, футболист атакует противников при помощи мяча, а гимнасты используют для атак брусья и перекладины.

## Сюжет
Полицейский под прикрытием Дью вместе с напарником охотится на крупного наркоторговца по прозвищу генерал Янг. Во время преследования преступника напарник погибает, но Дью удаётся арестовать Янга. Из-за потери друга Дью пребывает в депрессии, поэтому его сестра Нуи, национальная чемпионка по тхэквондо, приглашает брата поучаствовать в благотворительной поездке в небольшую деревушку вместе с другими известными спортсменами. Когда спортсмены и Дью пребывают в деревню, на неё нападает хорошо вооружённый отряд бандитов, которые берут местных жителей в заложники, устанавливают ракету, нацеленную на Бангкок, и требуют от правительства Таиланда немедленного освобождения генерала Янга. Узнав о планах бандитов, безоружные Дью, спортсмены и деревенские от мала до велика решают дать захватчикам отпор, используя свои уникальные способности.

## В ролях
| Актёр               | Роль                         |
| ------------------- | ---------------------------- |
| Дэн Чупонг          | Дью (полицейский)            |
| Наппон Гомарачун    | генерал Янг (наркоторговец)  |
| Сантисук Промсири   | Ловфей                       |
| Пьяпонг Пье-оун     | Тун (футболист)              |
| Кессарин Эктаваткул | Нуи (чемпионка по тхэквондо) |
| Сомлук Камсинг      | Туп                          |